# 哈莫克島
51°36′51″S 60°26′30″W / 51.6143°S 60.4418°W
哈莫克島是英國海外領土福克蘭群島的島嶼，位於大馬爾維納島以西，長4公里，面積3.03平方公里，最高點海拔高度220米，二十世紀中期該島用作牧羊業。